# Orrhodops
Orrhodops is een vliegengeslacht uit de familie van de roofvliegen (Asilidae).

## Soorten
- O. americanus (Curran, 1930)
- O. occidentalis (Williston, 1901)